# Armando Erse de Figueiredo
Armando Erse de Figueiredo, mais conhecido como João Luso (Lousã, 12 de junho de 1874 — Rio de Janeiro, 6 de fevereiro de 1950), foi um jornalista, poeta e escritor luso-brasileiro.